# Dinumma deponens
Dinumma deponens är en fjärilsart som beskrevs av Walker 1858. Dinumma deponens ingår i släktet Dinumma och familjen nattflyn. Inga underarter finns listade i Catalogue of Life.